# Trần Đông (Bắc Tống)
Trần Đông (chữ Hán: 陈东, 1086 – 1127), tự Thiếu Dương, người Đan Dương, Trấn Giang , nhân vật yêu nước cuối đời Bắc Tống. Ông là người lãnh đạo phong trào vận động của Thái học sanh chống lại phe chủ hòa, ủng hộ phe chủ chiến kháng Kim, về sau vì kiên trì nói giúp Lý Cương mà bị gian thần Hoàng Tiềm Thiện gièm pha và sát hại.

## Tiểu sử
Đông sớm nổi tiếng về tài năng, tính lỗi lạc bất khuất, không xấu hổ về xuất thân bần tiện của mình. Bấy giờ gian thần là bọn Thái Kinh, Vương Phủ nắm quyền, không ai dám ra mặt chỉ trích, nhưng Đông chẳng hề e dè, khiến mọi người sợ liên lụy mà xa lánh ông. Về sau Đông nhờ tư cách Cống sĩ  mà được vào Thái học (tức Quốc tử giám). 
Tháng 12 ÂL năm Tuyên Hòa thứ 7 (1125), Đông cầm đầu bọn Thái học sanh quỳ dưới cửa khuyết dâng thư, xin chém 6 gian thần Thái Kinh, Lương Sư Thành, Lý Ngạn, Chu Miễn, Vương Phủ, Đồng Quán, gọi là "lục tặc".  Khi xưa, Vương Phủ ngầm mưu phế Thái tử Triệu Hoàn, trong lục tặc chỉ có nội thị Lương Sư Thành ra sức bảo hộ; đến nay Triệu Hoàn nối ngôi, là Tống Khâm Tông. Tháng giêng năm sau (1126), quân Kim uy hiếp kinh sư, thượng hoàng Tống Huy Tông lánh sang Hà Nam, bọn Thái Kinh mượn cớ hộ giá mà đi theo, nhằm tránh bị Khâm Tông trị tội, Đông mấy lần dâng thư xin bắt chúng về chịu hình phạt, Khâm Tông cho là phải nhưng không làm vậy. Riêng Lương Sư Thành cậy có ơn cũ, ở lại cấm cung; Trần Đông dâng sớ vạch tội của hắn ta trước nay, nên Khâm Tông biếm chức và lưu đày hắn ta, giữa đường thì ép tự sát. 
Tháng 2 ÂL, quân Tống cướp trại quân Kim không thành công, bọn Lý Bang Ngạn hặc tội Lý Cương, khiến Khâm Tông bãi chức ông ta. Đông lần nữa cầm đầu bọn Thái học sanh quỳ dưới cửa Tuyên Đức, dâng thư xin trả lại chức vụ cho Lý Cương và giao nhiệm vụ chiến đấu cho Chủng Sư Đạo. Quân dân nghe được, kéo đến vài vạn người, cơ hồ trở thành cuộc bạo động, giết chết vài mươi nội thị. Tống Khâm Tông buộc phải gọi Lý Cương và Chủng Sư Đạo vào cung, trả chức vụ và sai đi khuyên dụ, mọi người mới giải tán. 
Tháng 3 ÂL, quân Kim tạm lui, triều thần đòi trị tội những Thái học sanh tham gia dâng thư dưới cửa khuyết, lấy Đông làm đầu sỏ. Đúng lúc danh sĩ Dương Thì nhận chức Thái học Tế tửu, không đồng ý làm vậy, mà sai người khuyên dụ các học sanh, tình hình mới yên. Ngô Mẫn muốn cấm Thái học sanh nghị luận, bèn đề nghị bổ nhiệm Đông làm quan, cho đỗ, bỏ tên ở Thái học; triều đình nghe theo, bổ ông làm Sơ phẩm quan , ban danh phận Đồng tiến sĩ xuất thân, nhưng Đông cương quyết từ chối, sau đó quay về quê nhà nhận lại tư cách "hương tiến" . 
Tháng 5 ÂL năm Kiến Viêm đầu tiên (1127), Tống Cao Tông lên ngôi được 5 ngày thì bổ nhiệm Lý Cương làm tể tướng, được 10 ngày thì triệu Đông đến hành tại. Nhưng Đông chưa đến thì Lý Cương đã bị bãi chức, ông liên tiếp 3 lần dâng thư xin chớ dùng bọn Hoàng Tiềm Thiện, Uông Bá Ngạn, mà dùng lại Lý Cương. Gặp lúc kẻ áo vải là Âu Dương Triệt cũng dâng thư nói như vậy, Tiềm Thiện bèn gièm rằng nếu không giết Triệt với Đông thì có nguy cơ xảy ra lần nữa cuộc bạo động dâng thư dưới cửa khuyết, Cao Tông đồng ý. Ngày 25 tháng 8 ÂL (ngày 2 tháng 10 năm 1127), Tiềm Thiện sai Phủ doãn Mạnh Dữu bắt chém Đông và Triệt ở chợ. Khi người của Phủ nha đến, Đông đã đoán được kết cục, nhưng vẫn bình thản sắp xếp việc nhà, rồi ăn mặc chỉnh tề ra đi. 

## Hậu sự
Vào lúc dâng thư dưới cửa khuyết, Đông chưa từng gặp Lý Cương, chẳng qua một lòng vì nước mà thôi. Đến nay Đông vì Lý Cương mà chết, kẻ qua đường cũng thương khóc ông. Người phủ Ninh Ba là Lý Du chuộc thây của Đông để chôn cất. 
Sau khi sát hại hai người, Hoàng Tiềm Thiện giả vờ không biết gì cả. Năm thứ 3 (1129), Cao Tông truy tặng Đông, Triệt làm Thừa sự lang. Đông không có con, triều đình cho một người thân nhận chức Sơ phẩm quan của ông khi xưa, lệnh châu huyện vỗ về gia đình ông. Cao Tông đi qua Trấn Giang, sai người tế mộ của Đông, ban 500 xâu tiền. Năm Thiệu Hưng thứ 4 (1134), triều đình lại gia 2 người làm Triều phụng lang, Bí các tu soạn, hậu duệ được làm quan, ban 10 khoảnh ruộng. 

## Khảo chứng
1. ^  Tống sử quyển 455, liệt truyện 214 – Trung nghĩa 10: Trần Đông: Trần Đông tự Thiếu Dương, người Đan Dương, Trấn Giang, sớm có tiếng tài năng, lỗi lạc bất khuất, không lo buồn vì bần tiện. Thái Kinh, Vương Phủ đang nắm quyền, người ta không dám nói lời chỉ trích, riêng Đông không hề che giấu tên húy. Đến nơi nào có tiệc họp, khách đang ngồi sợ liên lụy mình, dần bỏ đi. Nhờ Cống sĩ vào Thái học.
2. ^  Tống sử quyển 455, liệt truyện 214 – Trung nghĩa 10: Trần Đông: Khâm Tông tức vị, soái đồ đảng phục khuyết dâng thư, luận: "Việc ngày nay, Thái Kinh phá hoại từ trước, Lương Sư Thành âm mưu về sau. Lý Ngạn kết oán ở tây bắc, Chu Miễn kết oán ở đông nam, Vương Phủ, Đồng Quán lại kết oán ở Liêu, Kim, gây ra hiềm khích ở biên thùy. Nên giết lục tặc, gởi đầu tứ phương, để tạ thiên hạ." Lời cực phẫn thiết. Tục tư trị thông giám quyển 95, – Tống kỷ 95: Năm Tuyên Hòa thứ 7 thời Huy Tông Thể Thần Hợp Đạo Tuấn Liệt Tốn Công Thánh Văn Nhân Đức Hiến Từ Hiển Hiếu hoàng đế (năm Bảo Đại thứ 5 nhà Liêu; năm Thiên Hội thứ 3 nhà Kim)... Tháng 12,... Ngày Giáp tý, bọn Thái học sanh Trần Đông phục khuyết dâng thư, xin giết lục tặc là Thái Kinh, Vương Phủ, Đồng Quán, Lương Sư Thành, Lý Ngạn, Chu Miễn, đại lược nói: "Việc ngày nay, Thái Kinh phá hoại từ trước, Lương Sư Thành âm mưu về sau. Lý Ngạn kết oán ở tây bắc, Chu Miễn kết oán ở đông nam, Vương Phủ, Đồng Quán lại kết oán ở 2 nước, hỏng minh ước của tổ tông, mất lòng tin của Trung Quốc, gây ra hiềm khích ở biên thùy, kiến thiên hạ treo dưới sợi tóc. Đây lục tặc khác tên đồng tội, phục nguyện bệ hạ bắt lục tặc này, bố cáo ngoài chợ trong triều, truyền đầu tứ phương, để tạ thiên hạ."
3. ^  Tống sử quyển 455, liệt truyện 214 – Trung nghĩa 10: Trần Đông: Mùa xuân năm sau, bọn Quán hiệp Huy Tông đi về miền đông, Đông một mình dâng thư xin đuổi theo Quán bắt về chánh điển hình (chịu hình phạt), biệt tuyển người trung tín đi hầu hạ tả hữu. Người Kim uy hiếp kinh sư, lại xin giết lục tặc. Khi ấy Lương Sư Thành còn ở lại trong cấm, Đông cáo phát gian mưu của hắn trước sau, bèn trích tử (biếm trích rồi giết chết). Tục tư trị thông giám quyển 96, – Tống kỷ 96: Năm Tĩnh Khang đầu tiên thời Khâm Tông Cung Văn Thuận Đức Nhân Hiếu hoàng đế; năm Thiên Hội thứ 4 nhà Kim... Tháng giêng,... Ngày Nhâm thân, người Kim độ Hà... Thái học sanh Trần Đông dâng thư nói: "Thần trộm biết thượng hoàng đã hạnh Bạc Xã [5], bọn cha con Thái Kinh, Chu Miễn và Đồng Quán thống 2 vạn binh cùng đi. Thần rất lo mấy tên giặc này thỏa ý dẫn thượng hoàng quang co nam độ, vạn nhất biến sanh, thật khá lạnh lòng. Khu vực đông nam, màu mỡ mấy ngàn dặm, Giám tư, quan châu huyện ở đấy, đều là môn sanh của mấy tên giặc, gian hùng hào cường nhất thì với ác thiếu thị tỉnh, không kẻ nào không nương nhờ chúng. Gần đây trừ thụ Phát vận sứ Tống Hoán là đảng của vợ Du – con trai Kinh; Quán xưa thảo Phương khấu, mua ơn cũng nhiều, nghe cả việc nuôi riêng tử sĩ, tự đã sẵn sàng. Thần trộm sợ mấy tên giặc sau khi nam độ, mượn oai của thượng hoàng, nhấc tay hô một tiếng, quần ác hồi ứng, ly gián cha con bệ hạ, việc ắt đến chỗ khó nói. Mong nhanh đuổi theo mấy tên giặc, đều chánh điển hình; biệt tuyển người trung tín có thể ủy thác, hỗ tòng thượng hoàng đi Bạc, thứ nữa là bảo toàn ân tình của cha con bệ hạ để an tông miếu." Đế ưng lời ấy... Ngày Giáp ngọ, Thái học sanh Trần Đông nói: "Hôm qua nghe lời đồn rằng: Cao Kiệt gần đây nhận được thư của anh trai là bọn Cầu, Thân, báo thượng hoàng mới đến Nam Kinh, không muốn đi xa hơn, lần nữa bị bọn Thái Kinh, Đồng Quán, Chu Miễn ép đi. Kíp đến Tứ Châu, lại trá truyền ngự bút của Thượng hoàng, lệnh Cao Cầu thủ ngự cầu nổi, không cho về nam, rồi ép Thượng hoàng vượt Hoài để rảo Giang, Chiết. Đuổi về vệ sĩ theo xa giá, đến nỗi níu kéo khóc rống, Đồng Quán bèn lệnh thân binh kéo cung bắn họ, vệ sĩ trúng tên mà ngã chết chừng hơn trăm người. Nghe cha con anh em Cầu ở bên cạnh, chỉ cho trông thấy Thượng hoàng từ xa, vua tôi nhìn nhau mà khóc, ý chừng có lời muốn nói. Mà đảng của quần tặc, đầy khắp đông nam, đều bình thời ngầm kết để sẵn sàng, một sớm thừa thế thiết phát, khống trị chỗ hiểm của Đại giang, quận huyện đông nam ắt phải của triều đình, bệ hạ sao còn bất nhẫn với bọn này? Chẳng phải Lương Sư Thành ngầm đặt mưu ra thế này hay sao? Sư Thành uy thanh như khói lửa, cháy rực trong ngoài. Việc tuyển chọn chí công của quốc gia, không gì bằng lựa kẻ sĩ của khoa cử, nhưng Sư Thành bèn tiến Môn lại sứ của hắn là bề tôi Ninh Hoành, Đình thí cho đỗ, còn lệnh chuẩn bị hàng lối. Mùa xuân năm Tuyên Hòa thứ 6, quen biết đỗ tiến sĩ, trong đó hơn trăm người, đều là con nhà phú thương hào, mỗi cái tên hiến đến 7, 8000 xâu. Lại bày đặt Bắc tư để tụ các vụ không gấp, chuyên lĩnh Thư nghệ cục để tiến bọn du thủ vô lại nơi thị tỉnh. Lạm ân ngang ngược, hao tổn trăm mối. Cái ác của Sư Thành như vậy, mà đến nay không đi, quần tặc ỷ làm viện trợ sâu xa, bệ hạ dẫu muốn sáng tỏ tru thưởng, sao khá được thay!" Ngày Ất mùi, chiếu vội kết tội Sư Thành là đồng đảng giúp Vương Phủ, trách thụ Chương Hóa quân Tiết độ phó sứ, khiển sứ thần áp đi biếm sở; trên đường đến trấn Bát Giác trấn, tứ tử. Sơ, Vương Phủ từng vì Vận vương Giai ngầm hoạch kế đoạt tông, Sư Thành ra sức bảo hộ thái tử, được không lay động. Đến khi Đạo quân đông hạnh, bế thần phần nhiều đi theo để tránh tội, Sư Thành tự nhờ cựu ân ở lại kinh sư. Đến nay Trần Đông vạch tội ông ta, bố y Trương Bỉnh cũng góp lời, bèn biếm tử.
4. ^  Tống sử quyển 455, liệt truyện 214 – Trung nghĩa 10: Trần Đông: Lý Bang Ngạn nghị cùng Kim hòa, Lý Cương với Chủng Sư Đạo chủ chiến, Bang Ngạn nhân thất bại nhỏ bãi Lý Cương mà cắt 3 trấn, Đông lại soái chư sanh phục dưới cửa Tuyên Đức dâng thư rằng: "Bề tôi ở đình, phấn dũng không nề, đem thân đảm nhiệm trọng trách của thiên hạ, Lý Cương được như thế, nên gọi là bề tôi của xã tắc vậy. Còn hèn kém bất tài, ghen ghét hiền năng, mưu tính cho mình, không quản quốc kế ấy, Lý Bang Ngạn, Bạch Thì Trung, Trương Bang Xương, Triệu Dã, Vương Hiếu Địch, Thái Mậu, Lý Chuyết đồng như thế, gọi là giặc của xã tắc vậy. Bệ hạ bạt Cương trong liệt khanh, chẳng đến một, hai ngày chấp chánh, trong ngoài chúc mừng nhau, biết bệ hạ có thể nhiệm dụng người hiền rồi. Xua đuổi Thì Trung không dùng, biết bệ hạ có thể xa lánh gian tà rồi. Nhưng Cương được nhiệm dụng mà chưa chuyên trách, Thì Trung bị xua đuổi mà chưa xa lánh, chọn lại Bang Ngạn, rồi chọn Bang Xương, từ ấy bọn còn lại đều được cất nhắc, sao bệ hạ nhiệm dụng người hiền còn chưa thể tránh ngờ vực, xa lánh gian tà còn chưa thể tránh hồ nghi? Nay lại nghe bãi chức sự của Cương, bọn thần kinh nghi, chẳng biết vì sao. Cương khởi từ thứ quan, một minh đảm nhiệm đại sự. Bọn Bang Ngạn ghét như cừu thù, sợ ông thành công, nhân dùng binh gặp bất lợi nhỏ, bèn được dịp "thừa nhàn đầu khích" [6], quy tội ở Cương. Ôi một thắng một phụ, thói thường của binh gia, há có thể sợ hãi mà lật nhào bề tôi đắc lực. Trộm nghe bọn Bang Ngạn, Thì Trung hết sức khuyên bệ hạ làm thế, kinh thành rúng động, nếu chẳng phải Cương vì bệ hạ chủ trương, thời Thặng dư (xe của thiên tử) trốn lánh, tông miếu xã ắt đã là gò đống, sanh linh đã làm thịt cá. Cậy thông minh mà không nghi ngờ, riêng theo lời xin của chúng, nên bọn Bang Ngạn sàm tấu về những người mà chúng ghét không chừa ai. Bệ hạ nếu nghe lời chúng, đuổi Cương không dùng, tồn vong của tông xã, chưa thể biết được. Bọn Bang Ngạn khăng khăng nghị cắt đất, Hà Bắc thực là căn bản của triều đình, không có 3 quan 4 trấn, ấy là bỏ Hà Bắc, triều đình có thể lại định đô ở Đại Lương ru? Thời không biết sau khi cắt Thái Nguyên, Trung Sơn, Hà Gian về phía bắc, bọn Bang Ngạn có thể khiến người Kim không trái lời thề lần nữa ru? Một tiến một thoái, với Cương là rất nhẹ, triều đình là rất nặng. Mong bệ hạ lập tức rút lại mệnh trước, trả lại Cương chức cũ, để an lòng trong ngoài, giao phó Chủng Sư Đạo việc ngoài cổng thành. Bệ hạ không tin lời thần, xin hỏi khắp người trong nước, ắt đều nói Cương đáng dùng, bọn Bang Ngạn đáng đuổi đấy. Là dùng hay bỏ, sao không hỏi chứ!?" Quân dân đi theo có vài vạn, thư được nghe, truyền chỉ ủy dụ nhiều lần, mọi người chẳng chịu đi, trái lại khiêng trống Đăng văn đánh hỏng, hò reo vang dội. Có trung nhân (tức nội thị, thái giám) ra, mọi người chém chết rồi xé xác. Vì thế gấp giáng chiếu cho Cương vào, trả lại nhiệm vụ Lĩnh Hành doanh, khiển phủ dụ, bèn dần bỏ đi. Tục tư trị thông giám quyển 96, – Tống kỷ 96: Năm Tĩnh Khang đầu tiên thời Khâm Tông Cung Văn Thuận Đức Nhân Hiếu hoàng đế; năm Thiên Hội thứ 4 nhà Kim... Tháng hai,... Ngày Tân sửu,... Hôm ấy, Thái học sanh Trần Đông soái chư sanh mấy trăm người phục dưới cửa Tuyên Đức, dâng thư nói: "Lý Cương phấn dũng không nề, đem thân đảm nhiệm trọng trách của thiên hạ, nên gọi là bề tôi của xã tắc vậy. Đồ đảng Lý Bang Ngạn, Bạch Thì Trung, Trương Bang Xương, Triệu Dã, Vương Hiếu Địch, Thái Mậu, Lý Chuyết, hèn kém bất tài, ghen ghét hiền năng, mưu tính cho mình, không quản quốc kế, gọi là giặc của xã tắc vậy. Bệ hạ bạt Cương làm chấp chánh, trong ngoài chúc mừng nhau, mà bọn Bang Ngạn ghét như cừu thù, sợ ông thành công, nhân gặp trở ngại thất bại, quy tội ở Cương. Ôi một thắng một phụ, thói thường của binh gia, há có thể sợ hãi mà lật nhào bề tôi đắc lực! Vả bọn Bang Ngạn ắt muốn cắt đất, bèn không nghĩ Hà Bắc thật là căn bản của triều đình, không có 3 quan, 4 trấn, là bỏ Hà Bắc đấy. Bỏ Hà Bắc, triều đình có thể lại định đô ở Đại Lương ru! Lại không biết sau khi cắt đất, bọn Bang Ngạn có thể bảo đảm người Kim không lần nữa cải lời thề hay không? Trộm nghĩ địch binh hướng vào nam, Đại Lương không thể định đô, ắt sẽ dời đi Kim Lăng, thời từ Giang ra bắc, không phải là của triều đình nữa. Huống hồ Kim Lăng chính là lo bọn Đồng Quán, Thái Du, Chu Miễn đi sanh biến loạn, dẫu muốn dời mà định đô, lại không thể được, bệ hạ sẽ ở đất nào mà đặt tông xã đây? Bọn Bang Ngạn không vì kế lâu dài của quốc gia, lại muốn cản trở Cương thành mưu để thỏa cơn giận riêng. Bãi mệnh nhất lời truyền ra, binh dân tao động, đến chảy nước mắt, đều nói không biết ngày nào bị địch bắt vậy. Bãi Cương chẳng riêng gì rơi vào kế của bọn Bang Ngạn, còn là rơi vào kế của địch đấy. Xin dùng lại Cương mà đuổi bọn Bang Ngạn, còn đem việc ngoài cổng thành giao phó Chủng Sư Đạo. Tông xã tồn vong, ở một việc này!" Thư tâu lên, quân dân không hẹn mà tập hợp được mấy vạn người. Gặp lúc Bang Ngạn thoái triều, mọi người kể tội ông ta, mắng nhiếc, còn muốn đánh, Bang Ngạn chạy nhanh nên thoát. Đế lệnh trung nhân truyền chỉ, ưng lời tâu của ông. Muốn họ giải tán đi, mọi người gầm mà đáp rằng: "Làm sao biết không phải là giả dối? Đợi thấy Lý hữu thừa, Chủng tuyên phủ được dùng lại thì mới lui." Ngô mẫn truyền tuyên rằng: "Lý Cương dùng binh thất lợi, bất đắc dĩ bãi ông ta, đợi người Kim lui lại một chút, thì lệnh trả chức." Mọi người vẫn không chịu đi, trái lại còn đánh hỏng trống Đăng văn, huyên hô động địa. Khai Phong doãn Vương Thì Ung đến, nói với chư sanh rằng: "Hiếp thiên tử hay sao? Sao không lui?" Chư sanh đáp rằng: "Đem trung nghĩa hiếp thiên tử, không hơn đem gian nịnh hiếp à?" Lần nữa muốn lên trước đánh ông ta, Thì Ung trốn đi. Diện soái Vương Tông Sở sợ sanh biến, tâu với đế gắng nghe theo họ. Đế bèn sai Cảnh Nam Trọng kêu với mọi người rằng: "Đã có chỉ tuyên Lý Cương rồi." Nội thị Chu Củng Chi tuyên Cương trễ hẹn, mọi người lóc thịt mà xé xác ông ta, rồi giết nội thị vài mươi người. Cương sợ hãi vào gặp, khóc bái xin chết. Đế lập tức trả lại Cương chức Hữu thừa, sung Kinh thành tứ bích thủ ngự sử, Cương cố từ, đế không cho, khiến ra ngoài tuyên dụ, mọi người lại nguyện thấy Chủng Sư Đạo, chiếu giục Sư Đạo vào thành đàn áp. Sư Đạo ngồi xe mà đến, mọi người vén rèm nhìn kỹ ông ta mà nói: "Quả là ngài của ta." Mới gọi nhau vái chào mà giải tán.
5. ^  Tống sử quyển 455, liệt truyện 214 – Trung nghĩa 10: Trần Đông: Người Kim đã giải đi, Học quan trông ngóng, khi ấy tể thần nghị đuổi học trò phục khuyết, bắt đầu từ Đông. Kinh doãn Vương Thì Ung muốn bỏ tù tất cả học sanh, người người sợ hãi. Triều đình dùng Dương Thì làm Tế tửu, trả lại chức cho Đông, sai Niếp Sơn đến Học để phủ dụ, mới an định. Ngô Mẫn muốn cấm chỉ nghị luận trái chiều (ở đây cụ thể là cấm Thái học sanh nghị luận trái ý triều đình), nghị tâu bổ Đông làm quan, tứ đệ, trừ tên ở Thái học lục. Đông lại xin giết họ Thái, còn ra sức từ quan để về, trước sau 5 lần dâng thư. Về rồi, lại tham dự Hương tiến. Tục tư trị thông giám quyển 96, – Tống kỷ 96: Năm Tĩnh Khang đầu tiên thời Khâm Tông Cung Văn Thuận Đức Nhân Hiếu hoàng đế; năm Thiên Hội thứ 4 nhà Kim... Tháng ba,... Ngày Giáp ngọ,... Mệnh Trần Đông làm Sơ phẩm quan, tứ Đồng tiến sĩ xuất thân. Đông từ chối không nhận mà về.
6. ^  Tống sử quyển 455, liệt truyện 214 – Trung nghĩa 10: Trần Đông: Cao Tông tức vị 5 ngày, chọn Lý Cương, sau 5 ngày triệu Đông đến. Chưa được gặp, đúng lúc Cương đi, bèn dâng thư xin giữ Cương mà Hoàng Tiềm Thiện, Uông Bá Ngạn. Không đáp. Xin thân chinh để giành lại nhị thánh, trị chư tướng tội không tiến binh, để nâng sĩ khí; xa giá về kinh sư, chớ hạnh Kim Lăng. Lại không đáp. Bọn Tiềm Thiện làm trái với lời tâu cũ về việc hạnh Kim Lăng của Cương, Đông nói Cương ở giữa đường, không biết sự thể, nên lấy lời nói sau làm chánh, ắt nhanh bãi bọn Tiềm Thiện. Gặp lúc bố y Âu Dương Triệt cũng dâng thư bàn việc, Tiềm Thiện sợ hãi đã nói nhỏ kích giận Cao Tông, rằng không gấp tru, sẽ lại cổ vũ mọi người phục khuyết. Thư được riêng đem xuống chỗ Tiềm Thiện. Phủ doãn Mạnh Dữu triệu Đông nghị sự, Đông xin ăn rồi đi, viết thư khu xử gia sự, tay vạch như bình thời, đem giao cho kẻ tùy tòng mà rằng: "Ta chết, mày đem thứ này cho người thân của ta." Ăn rồi đi nhà xí, viên lại có vẻ khó coi, Đông cười nói: "Trần Đông ta đây, sợ chết thì không dám nói, đã nói lại chịu bỏ trốn ru?" Lại nói: "Tôi cũng biết ngài, nào dám thúc bách." Ít lâu sau, Đông đội áo mang đai mà đi, từ biệt những người trong nhà, rồi với Triệt cùng bị chém ở chợ. Người Tứ Minh [7] là Lý Du chuộc thây của ông chôn cất. Đông ban đầu chưa biết Cương, riêng vì việc nước, đến nay vì ông ta mà chết, người quen hay không quen đều rơi nước mắt. Khi ấy 42 tuổi. Tục tư trị thông giám quyển 99, – Tống kỷ 99: Năm Kiến Viêm đầu tiên thời Cao Tông Thụ Mệnh Trung Hưng Toàn Công Chí Đức Thánh Thần Văn Vũ Chiêu Nhân Hiến Hiếu hoàng đế; năm Thiên Hội thứ 5 nhà Kim... Tháng tám,... Ngày Nhâm ngọ, trảm Thái học sanh Trần Đông, Phủ Châu tiến sĩ Âu Dương Triệt ở đô thị. Trước đó đế nghe danh của Đông, triệu đến hành tại. Đông đến, dâng sớ nói chức Tể chấp thì Hoàng Tiềm Thiện, Uông Bá Ngạn không thể đảm nhiệm, Lý Cương không thể đi, còn xin Thượng về Biện, trì binh thân chinh, nghênh thỉnh nhị đế. Lời ông thiết trực, tấu chương cả thảy 3 lần dâng lên, bọn Tiềm Thiện nghĩ ngợi tìm lý do trong đấy. Gặp lúc Triệt cũng dâng thư mắng việc dùng người, trong lúc nói về yến nhạc của cung thất, Tiềm Thiện mật khải tru Triệt, gồm cả Đông. Đông ban đầu không biết Cương, riêng vì việc nước, đến nỗi vì ông ta mà chết, người qua đường vì ông mà bật khóc. Đông chết ở tuổi 42. Tống sử quyển 24, Bản kỷ 24 – Cao Tông kỷ 1: Ngày sóc Canh dần tháng 5, đế đăng đàn thụ mệnh... Ngày Giáp ngọ, lấy Lý Cương làm Thượng thư hữu bộc xạ kiêm Trung thư thị lang, rảo đến hành tại,... Ngày Kỷ hợi, triệu Thái học sanh Trần Đông đến hành tại... Tháng 8,... ngày Nhâm ngọ, dùng nghị của Hoàng Tiềm Thiện, giết kẻ dâng thư là Thái học sanh Trần Đông, người huyện Sùng Nhân Âu Dương Triệt.
7. ^  Tống sử quyển 455, liệt truyện 214 – Trung nghĩa 10: Trần Đông: Tiềm Thiện đã giết hai người, hôm sau Phủ doãn bạch sự, còn hỏi ông ta sao không bẩm báo trước, có chút sắc giận, tỏ ra không phải ý mình. Qua 3 năm, Cao Tông cảm ngộ, truy tặng Đông, Triệt Thừa sự lang. Đông không có con, quan được khôi phục cho một người thân, lệnh châu huyện vỗ về nhà ông. Đến khi đi qua Trấn Giang, khiển thủ thần tế mộ của Đông, tứ 500 xâu tiền. Năm Thiệu Hưng thứ 4, còn gia Triều phụng lang, Bí các tu soạn, quan chức cho hậu duệ của 2 người, tứ ruộng 10 khoảnh.

## Trước tác
- Thiếu Dương tập 10 quyển, Nhà xuất bản Bắc Kinh cổ tịch, 1999, ISBN 7530001833 hoặc ISBN 9787530001837, 329 trang
- Tĩnh Viêm lưỡng triều kiến văn lục 2 quyển, tập 44 trong Tứ khố toàn thư tồn mục tùng thư, in lại bởi Nhà xuất bản Tề Lỗ thư xã, 1997, ISBN 7533305353 hoặc ISBN 9787533305352, 47 trang